# Исаченко, Александр Лаврентьевич
Алекса́ндр Лавре́нтьевич Исаченко (14 марта 1919, Ховхло, Могилёвская губерния — 7 октября 1942, Гомель) — участник подпольной борьбы на территории Белоруссии, секретарь Гомельского подпольного горкома комсомола.

## Биография
Родился 14 марта 1919 года в деревне Ховхло Гомельского уезда (ныне — Буда-Кошелёвского района Гомельской области (Белоруссия) в крестьянской семье. Белорус.
Окончил Речицкое педагогическое училище. Работал секретарём Гомельского горкома комсомола. Член ВКП(б) с 1939 года.
С августа 1941 года был в партизанском отряде «Большевик» Гомельской области: разведчик, подрывник, секретарь Гомельского подпольного горкома комсомола. Исаченко проявил большую активность в налаживании связей с гомельскими подпольщиками.
Он испробовал немало вариантов и в конце концов достиг цели. Сначала Исаченко установил связь с действовавшей в Уваровичском районе подпольной комсомольской организацией. С помощью этой организации А. Л. Исаченко удавалось пробираться на окраину Гомеля и встречаться с некоторыми подпольщиками.
Возглавляемая им группа подрывников пустила под откос 58 вражеских эшелонов, уничтожила 87 танков, авто- и бронемашин, много другой боевой техники и живой силы врага.
Погиб 7 октября 1942 года при выплавке тола из неразорвавшихся, собранных на местах боёв 1941 года, снарядов. Похоронен в братской могиле в Гомеле.

## Награды и звания
Указом Президиума Верховного Совета СССР «О присвоении звания Героя Советского Союза белорусским партизанам» от 1 января 1944 года за  «образцовое выполнение правительственных заданий в борьбе против немецко-фашистских захватчиков в тылу противника и проявленные при этом отвагу и геройство и за особые заслуги в развитии партизанского движения в Белоруссии» удостоен посмертно звания Героя Советского Союза.
Награждён орденами Ленина и Красного Знамени.

## Память
- В деревне Ховхло установлен обелиск в честь Героя.
- Имя Героя носят улицы в Гомеле (Новобелицкий район) и Буда-Кошелёво, судно МРФ.
- На улице его имени в Гомеле установлена мемориальная доска.
- До конца 1980-х именем Героя был назван кинотеатр[3]. Однако, в ходе строительства Гомельского государственного областного Дворца творчества детей и молодежи[4], кинотеатр был упразднён, а его часть вошла в состав нового здания.
- Стела в честь А. Л. Исаченко установлена на Аллее Героев в Гомеле (ул. Советская)[5][6].
- В экспозиции музея зала № 7 «Партизанское движение и антифашистская подпольная борьба в Беларуси» Белорусского государственного музея истории Великой Отечественной войны представлена фотография А. Л. Исаченко, а в фондах хранится его характеристика[7].
- Имя Героя носит пионерская дружина средней школы № 37 г. Гомеля.